# Martin Sorrell
Pour les articles homonymes, voir Sorrell.
Martin Sorrell est un homme d'affaires britannique, né le 14 février 1945. Il est le PDG du groupe de publicité WPP de 1986 à 2018.

## Biographie
Né en 1945 et descendant d’une famille juive peu aisée, venue au Royaume-Uni d’Ukraine, de Pologne et de Roumanie, il a étudié à l'université de Cambridge et à Université Harvard[réf. nécessaire]. 

### Carrière dans la publicité
Il rentre dans le monde de la publicité via l’agence Saatchi & Saatchi, dont il a grimpé les échelons jusqu’à être considéré comme « le troisième frère »[réf. nécessaire]. Il entreprend ensuite de bâtir son grand œuvre à partir de Wire and Plastic Products (WPP), une petite entreprise britannique qui fabriquait des paniers en plastique. M. Sorrell se lance dans une frénésie de rachats qui l’amènera à prendre le contrôle de géants comme Ogilvy & Mather, Young & Rubicam, Kantar ou Burson-Marsteller. 
Il démissionne de ses fonctions le 14 avril 2018 à la suite d'allégations de comportements inappropriés.